# Neményi Ágnes
Neményi Ágnes, született Tóth Ágnes (Kolozsvár, 1947. január 28. –) erdélyi magyar szociológus, Tóth József leánya, Neményi József Nándor felesége. 

## Életútja
Szülővárosa 3. számú középiskolájában érettségizett (1964), a Babeș–Bolyai Tudományegyetem filozófia-szociológiai szakán tanári és kutatói diplomát szerzett (1969). Az egyetem szociológiai tanszékén tanársegédként kezdte pályáját, 1990 óta lektor, a szociológia doktora.
Kutatási területe a falu- és családszociológia. Tanulmányai a Studia Universitatis Babeş-Bolyai társadalomtudományi sorozatában, a Korunk, Családi Tükör hasábjain jelennek meg. A falusi értelmiség társadalmi mobilitása Kolozs megyében című értekezését a Kriterion Változó valóság (1978) című tanulmánygyűjteménye közli. A Korunk hasábjain Előítélet és etnocentrizmus című írásával (1990/1) jelentkezik. A Sokszemközt című kötetben (Stockholm–Budapest, 1995) Egy sajátos eset: a román gazdasági rendszerváltás című tanulmánnyal szerepel (társszerző Neményi József Nándor). Szintén közös kötetük: Dezvoltarea sectorului privat şi ocuparea forţei de muncă în judeţul Harghita (Kolozsvár, 1996).

## Művei
- Sociologie rurală. Note de curs; Universitatea Babeş-Bólyai, Cluj-Napoca, 1996
- Faluszociológia. Történet, elmélet, módszertan és empirikus elemzés; szerk. Neményi Ágnes; Stúdium, Kolozsvár, 2004
- Társadalom és politika. Etnikai folyamatok Románia négy kistérségében; többekkel; Risoprint, Cluj-Napoca, 2006
- Trends in land succession; szerk. Neményi Ágnes; Universitara Clujeana, Cluj-Napoca, 2009
- Nemek szociológiája; Ábel, Kolozsvár, 2010
- Családszociológia; Ábel, Kolozsvár, 2010